# Villamaninita
La villamaninita és un mineral de la classe dels sulfurs que pertany al grup de la pirita. Va ser descoberta en 1919 a la mina Providència, al districte miner de Cármenes-Villamanín (Lleó). Pren el nom d'aquesta última localitat, ja que des d'allí s'exportava per via ferroviària, tot i que la mina on es va trobar està realment en el terme municipal de Cármenes.

## Característiques
La villamaninita és un sulfur que cristal·litza en el sistema cúbic, trobant-se en forma de cristalls euèdrics o bé radials. La seva duresa a l'escala de Mohs és de 4,5. La seva fórmula és (Cu,Ni,Co,Fe)S₂, i es considera una espècie molt propera, probablement similar, a la fukuchilita.
Segons la classificació de Nickel-Strunz, la villamaninita pertany a «02.EA: Sulfurs metàl·lics, M:S = 1:2, amb Fe, Co, Ni, PGE, etc.» juntament amb els següents minerals: aurostibita, bambollaita, cattierita, erlichmanita, fukuchilita, geversita, hauerita, insizwaita, krutaita, laurita, penroseita, pirita, sperrylita, trogtalita, vaesita, dzharkenita, gaotaiita, alloclasita, costibita, ferroselita, frohbergita, glaucodot, kullerudita, marcassita, mattagamita, paracostibita, pararammelsbergita, oenita, anduoita, clinosafflorita, löllingita, nisbita, omeiita, paxita, rammelsbergita, safflorita, seinäjokita, arsenopirita, gudmundita, osarsita, ruarsita, cobaltita, gersdorffita, hol·lingworthita, irarsita, jolliffeita, krutovita, maslovita, michenerita, padmaita, platarsita, testibiopal·ladita, tolovkita, ullmannita, willyamita, changchengita, mayingita, hollingsworthita, kalungaita, milotaita, urvantsevita i rheniita.

## Formació i jaciments
La villamaninita s'ha trobat en forma de grans disseminada en dolomies bituminoses negres, en dolomita cristal·lina i com agregats nodulars en petits filons de dolomites. La seva localitat tipus és la mina Providència (Cármenes, Província de Lleó), on s'ha trobat en dos hàbits típics: com a cristalls toscos, cúbics, cuboctaèdrics o octaèdrics, normalment de menys d'1 mm, o bé com nòduls fibrosorradiats de fins a 1 cm. Sol trobar-se associada a altres minerals com: bravoita, linneïta, bornita, tetraedrita i pirita.